# Cethosia triocala
Cethosia triocala är en fjärilsart som beskrevs av Hans Fruhstorfer 1912. Cethosia triocala ingår i släktet Cethosia och familjen praktfjärilar. Inga underarter finns listade i Catalogue of Life.